# Resorte motor

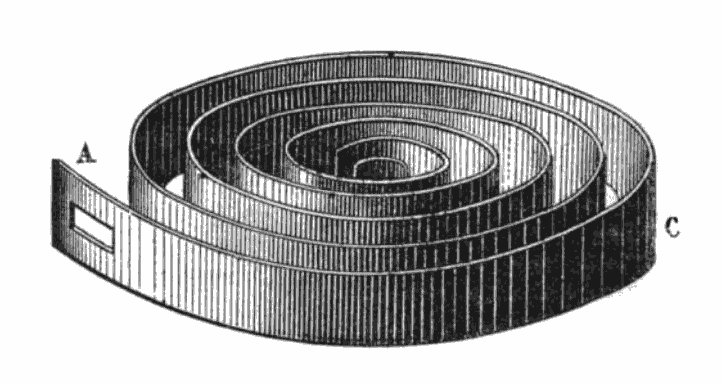
Resorte motor espiral

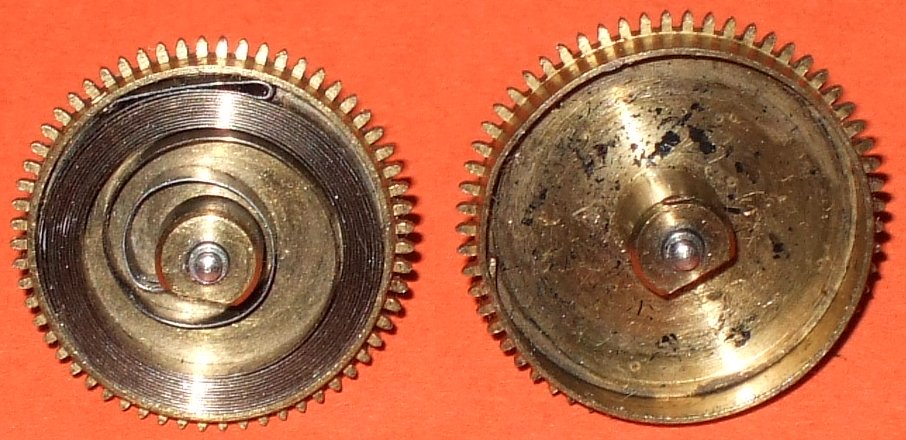
Tambor del muelle de un resorte (barrilete)

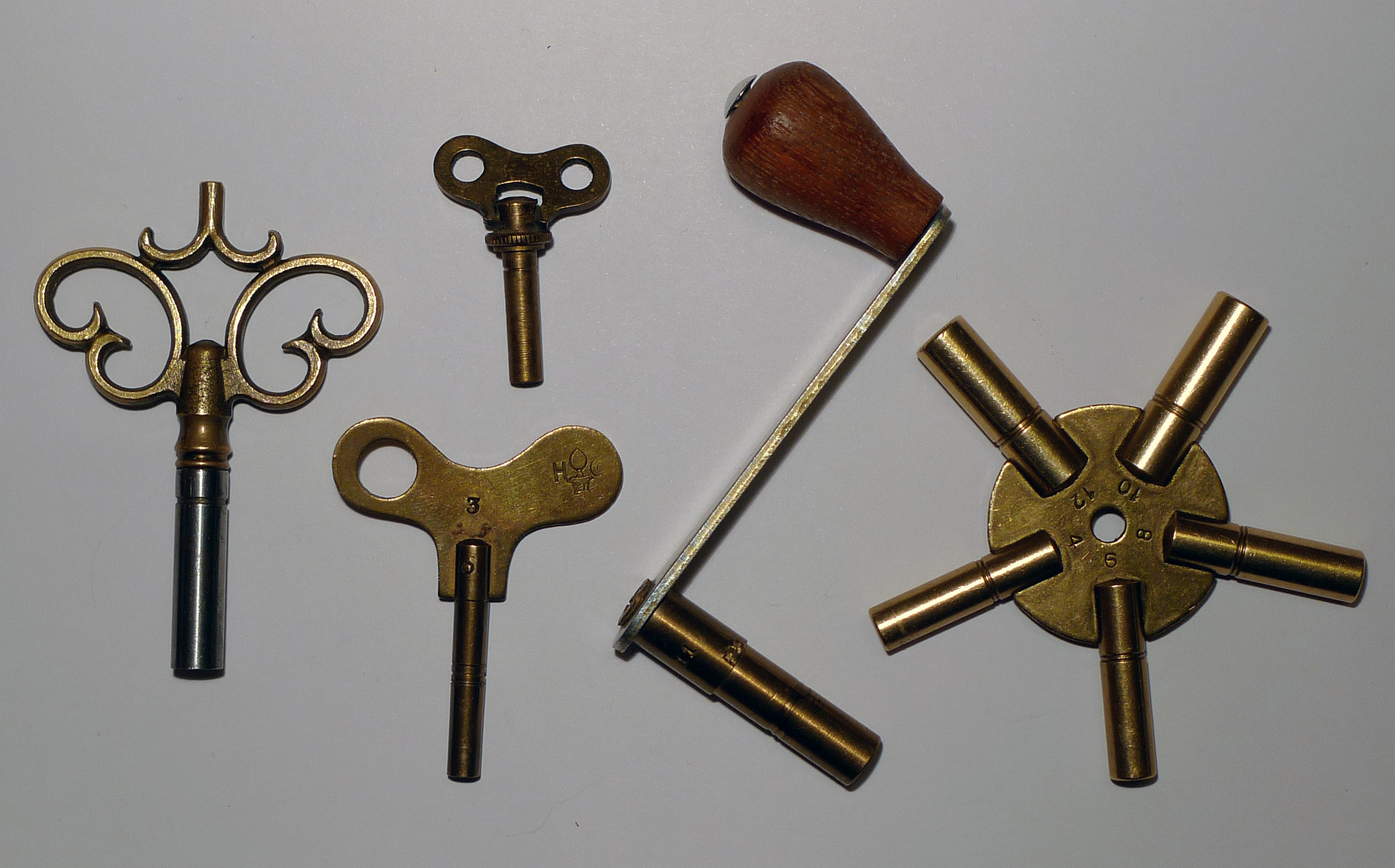
Llaves de varios tamaños para dar cuerda a los resortes principales de los relojes

El  resorte motor  o  resorte principal  es un muelle espiral que permite almacenar energía cuando se enrolla, devolviéndola cuando se expande. En general se trata de una banda metálica de acero templado enrollada sobre un tambor o un eje. La energía almacenada se transmite a través de un conjunto de engranajes.
En algunas aplicaciones, el sistema está controlado por un regulador centrífugo, en otros por un regulador de láminas (la fricción del aire con las láminas impide el aumento de velocidad), o mediante un escape.
Normalmente, el resorte se recarga mediante una ruedacilla (la corona de un reloj) o mediante una llave extraíble (relojes, juguetes).

## Historia
Los resortes motores aparecieron en los primeros relojes accionados por muelles en la Europa del siglo XV. Reemplazó al peso que se colgaba de un cable enrollado alrededor de una polea, que era la fuente de energía utilizada en todos los relojes mecánicos anteriores. Alrededor de 1400 comenzaron a usarse resortes helicoidales en cerraduras, y muchos de los primeros relojeros también eran cerrajeros. Los resortes que se aplicaron a los relojes para hacerlos transportables y más pequeños que los relojes anteriores impulsados por pesas, evolucionando hacia los primeros relojes de bolsillo en 1600. Muchas fuentes atribuye erróneamente la invención del resorte motor al relojero de Núremberg Peter Henlein (también escrito Henle o Hele) alrededor de 1511. Sin embargo, existen numerosas referencias en fuentes del siglo XV a relojes portátiles 'sin pesas', y al menos dos ejemplos que se conservan, muestran que los relojes accionados por resorte existían en los primeros años de aquel siglo. El reloj más antiguo que se conserva impulsado por un resorte es el Burgunderuhr (Reloj de Borgoña), un reloj de cámara dorado profusamente decorado, actualmente conservado en el Museo Nacional Germano de Núremberg, cuya iconografía sugiere que se construyó alrededor de 1430 para Felipe III de Borgoña.
Los primeros resortes motores se fabricaron en acero sin procesos de templado o endurecimiento. No almaceban mucha energía, y había que enrollarlos dos veces al día. Henlein se destacó por fabricar relojes que funcionaban 40 horas entre recargas. Berthoud y Blakey describió los métodos de fabricación de resortes motores utilizados en el siglo XVIII.

### Fuerza constante de un resorte
Un problema en la historia de los relojes accionados por resorte es que la fuerza (par motor) proporcionada por un resorte no es constante, sino que disminuye a medida que el resorte se desenrolla (véase el gráfico). Sin embargo, los relojes tienen que funcionar a una velocidad constante para mantener la hora exacta. Los mecanismos de cronometraje nunca son perfectamente isócronos, lo que significa que su velocidad se ve afectada por los cambios en la fuerza motriz. Esto fue especialmente cierto en el tipo primitivo foliot utilizado antes de la llegada del resorte regulador en 1657. Por lo tanto, los primeros relojes se ralentizaban durante su período de funcionamiento a medida que el resorte principal se agotaba, lo que provocaba un cronometraje inexacto.
Dos soluciones a este problema aparecieron en los primeros relojes de resorte del siglo XV; el stackfreed y el caracol:

#### Stackfreed
El "stackfreed" era una leva excéntrica montada en el eje del resorte principal, con un rodillo cargado por un resorte que presionaba contra él. La leva tenía forma de caracola" de modo que al principio del período de funcionamiento (cuando el resorte principal empujaba con fuerza), el resorte se apoyaba contra la parte ancha de la leva, proporcionando una fuerte fuerza opuesta, mientras que más adelante (en el período de funcionamiento en el que la fuerza del muelle motor disminuía), el resorte se apoyaba contra la parte más estrecha de la leva y la fuerza opuesta al estiramiento del muelle también disminuía. El "stackfreed" añadía mucha fricción al mecanismo, reduciendo sustancialmente el tiempo de funcionamiento de un reloj. Solo se utilizó en algunos relojes alemanes y se abandonó después de aproximadamente un siglo.

#### Caracol
El caracol fue una innovación mucho más duradera. Se trataba de una polea en forma de cono que giraba con una cadena envuelta alrededor del cilindro del resorte motor. Su forma curva cambiaba continuamente la velocidad de transmisión para igualar la fuerza del muelle muelle motor a medida que se desenrollaba. Los caracoles se convirtieron en el método estándar para obtener un par constante de un resorte motor. Se utilizaron en la mayoría de los relojes accionados por resorte desde su primera aparición hasta el siglo XIX, cuando apareció el barrilete, y en los cronómetros marinos hasta la década de 1970.

#### Tope
Otro dispositivo temprano que ayudó a equilibrar la fuerza del resorte fue el "tope" o "tope de enrollamiento", que impedía que el resorte se enrollara por completo y evitaba que se desenrollara por completo. La idea era utilizar solo la parte central de la curva de par del resorte, donde su fuerza era más constante. La forma más común fue la rueda de Ginebra o 'cruz de Malta'. El tope no es necesario en los relojes modernos.

#### Remontoire
Un cuarto dispositivo utilizado en algunos relojes de precisión fue el remontuar (del francés "remontoire", dar cuerda), un pequeño resorte o peso secundario que accionaba el mecanismo de escape del reloj, y el resorte real lo rebobinaba periódicamente. Esto permitió aislar el elemento de cronometraje de la fuerza variable del resorte principal. Para evitar que se detenga un reloj mientras se le da cuerda, se utiliza un sistema denominado mantenimiento de marcha.

#### Barrilete
El moderno barrilete, inventado en 1760 por Jean-Antoine Lépine, produce una fuerza constante simplemente usando un resorte principal más largo de lo necesario y enroscándolo bajo tensión en un barrilete. En funcionamiento, solo se utilizan unas pocas vueltas del resorte, con el resto presionado contra la pared exterior de la caja del barrilete. Matemáticamente, la tensión crea una sección 'plana' en la 'curva de torsión' del resorte (véase el gráfico) y solo se usa esta sección plana. Además, el extremo exterior del resorte suele tener una curva 'inversa', por lo que tiene forma de 'S'. Esto permite almacenar más tensión en los giros exteriores del resorte, donde está disponible hacia el final del período de funcionamiento. El resultado es que el barrilete proporciona un par motor aproximadamente constante durante el período de funcionamiento diseñado del reloj, de forma que no disminuye hasta que la tensión del muelle casi se ha agotado.

#### Motores de cuerda de gramófonos
| |
| |
| Esquemas del motor de cuerda de un gramófono. A la izquierda de la consola puede verse el mecanismo regulador de velocidad, muy similar a un regulador centrífugo de Watt |

Aunque ya se habían utilizado en cajas de música, el desarrollo de los primeros gramófonos accionados por motores de cuerda, impulsó el desarrollo de dispositivos con capacidad para almacenar algunos minutos de marcha para su uso en máquinas de considerable tamaño, con la exigencia añadida de mantener una velocidad de giro uniforme a lo largo de todo su período de funcionamiento. El perfeccionamiento de los motores de cuerda de los gramófonos se debió al ingeniero estadounidense Eldridge R. Johnson, que a partir de 1894 se dedicó a resolver los problemas mencionados, iniciando la popularización de las máquinas reproductoras de discos, mucho antes de que se generalizara la utilización de los motores eléctricos en los modernos tocadiscos.
El sistema motor de los primeros gramófonos totalmente mecánicos ideados por Johnson para su compañía, la Victor Talking Machine Company, sería imitado por sus competidores, como en el caso de los fonógrafos diseñados por Edison. Todas estas máquinas disponían de un gran barrilete con un fleje arrollado de un acero de considerable dureza en su interior, que se tensaba mediante una manivela (situada para ser manejada con la mano derecha). Estaba equipado además con un trinquete, con el fin de evitar que el muelle se destensara de golpe a medida que se enrollaba. Este barrilete impulsaba un juego de engranajes multiplicador, calculado para obtener una velocidad del giradiscos como mínimo de 78 rpm (la velocidad de giro más común de los primeros gramófonos, aunque las máquinas de Edison funcionaban a 80 rpm). La configuración básica se completaba con un regulador de velocidad centrífugo, que mediante un sistema de contrapesos, frenaba automáticamente el giradiscos cuando rotaba a una velocidad superior a la de diseño. Para ello, se utilizaba un disco solidario con los contrapesos, que al desplazarse se comprimía contra unas zapatas de fieltro o de cuero. Para el ajuste fino de la velocidad, los gramófonos solían disponer de un mando regulable, que permitía controlar la separación entre el disco de frenado y las zapatas.

## Diseño moderno

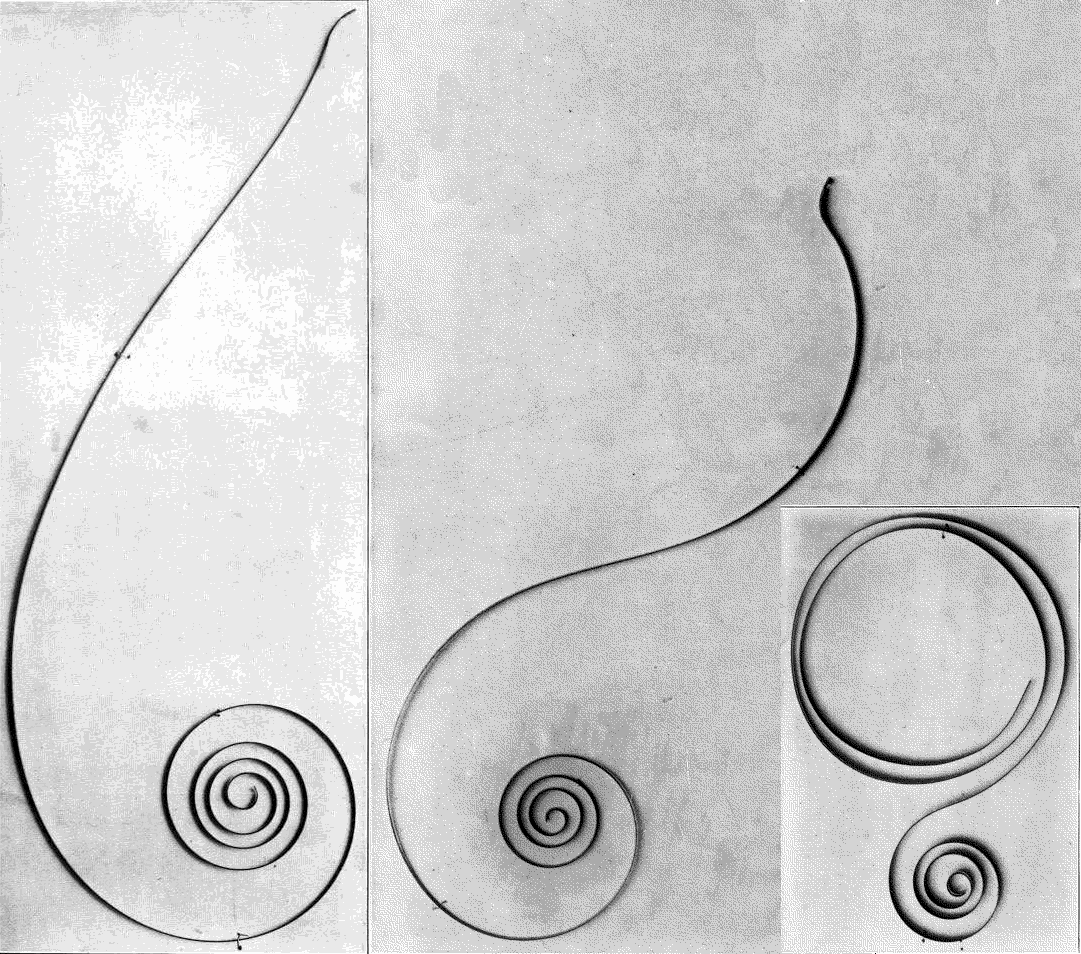
Muelles principales de los relojes de bolsillo Elgin de alrededor de 1910, que muestran los tres tipos (de izquierda a derecha): espiral, semiretroceso, reverso

Un muelle de reloj moderno es una tira larga de acero endurecido y pavonado, o de una aleación de acero especiali, de 20 a 30 cm de largo y 0,05 a 0,2 mm de espesor. El muelle real en el movimiento común de 1 día se calcula para permitir que el reloj funcione durante 36 a 40 horas, es decir, 24 horas entre las vueltas diarias con una reserva de marcha de 12 a 16 horas, en caso de que el propietario dé cuerda tarde al reloj. Este es el estándar normal para los relojes de cuerda manual y los automáticos. Los movimientos de 8 días, utilizados en relojes con reserva de cuerda semanal, proporcionan energía durante al menos 192 horas, pero utilizan resortes principales más largos y barriletes más grandes. Son similares a los resortes de los relojes de pulsera, solo que más grandes.
Desde 1945, el acero al carbono ha sido reemplazado cada vez más por nuevas aleaciones especiales (hierro, níquel y cromo con la adición de cobalto, molibdeno o berilio), normalmente sometidas a laminación para obtener su endurecimiento estructural. Conocidos por los relojeros como resortes de 'metal blanco' (a diferencia del acero al carbono azulado), son metales inoxidables y tienen un límite de  fluencia más alto. Están menos sujetos a flexiones permanentes (por fatiga del material) y apenas existe riesgo de que se rompan. Algunos de ellos también son antimagnéticos.
En su forma relajada, los resortes principales se fabrican en tres formas distintas:
- Espiral enrollada: se enrollan en la misma dirección en toda su longitud, formando una espiral simple.
- Semi-reverso: el extremo exterior del resorte se enrolla en la dirección inversa durante menos de una vuelta (menos de 360°).
- Reverso (flexible): el extremo exterior del resorte se enrolla en la dirección inversa durante una o más vueltas (más de 360°).

Los tipos semireverso y reverso proporcionan fuerza adicional al final del período de funcionamiento, cuando el resorte está casi sin energía, para mantener el reloj funcionando a una velocidad constante hasta el final.

## Funcionamiento

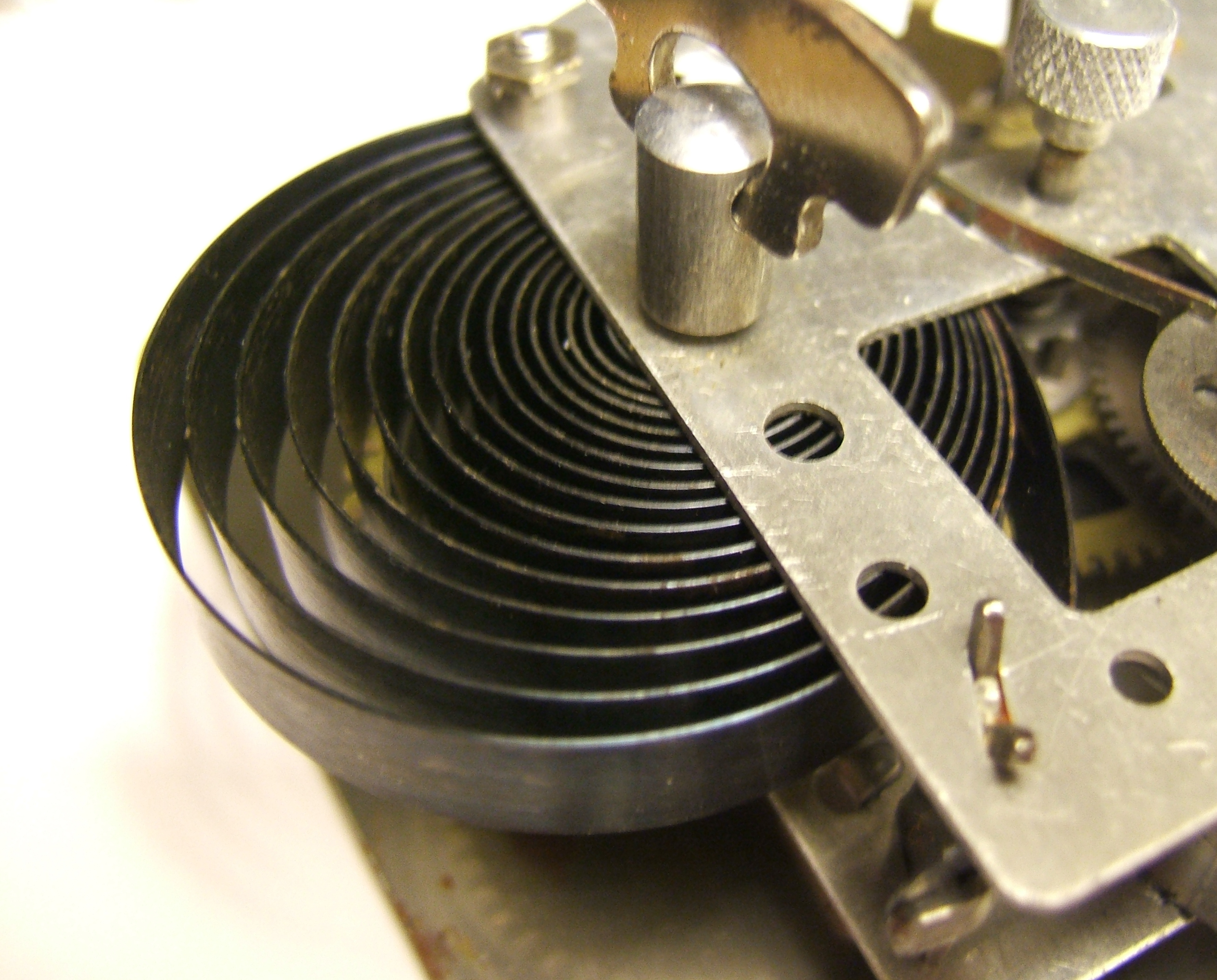
motor de un despertador de los años 1950. El extremo del resorte está unido a un pivote del bastidor (parte inferior derecha)

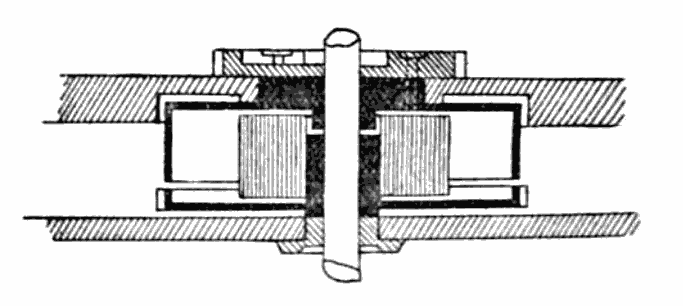
Sección transversal de un barrilete de un reloj (muelle motor completamente enrollado)

El resorte motor está enrollado alrededor de un eje llamado cenador, con el extremo interior enganchado a él. En muchos relojes, el extremo exterior está unido a un pivote fijo. El resorte se enrolla girando el eje, y después de darle cuerda, hace girar el eje en sentido contrario para hacer funcionar el reloj. La desventaja de esta disposición de "resorte abierto" es que mientras se da cuerda al resorte, su fuerza de accionamiento se elimina del movimiento del reloj, por lo que el reloj puede detenerse. Este tipo se utiliza a menudo en despertadores, cajas de música y temporizadores de cocina, donde no importa si el mecanismo se detiene mientras se enrolla. El mecanismo de cuerda siempre tiene un trinquete adjunto para evitar que el resorte se desenrolle.
En la forma utilizada en los relojes modernos, el resorte motor se enrolla alrededor de un eje y se encierra dentro de una caja cilíndrica llamada barrilete, que puede girar libremente. El resorte está unido al eje en su extremo interior y al barril en su extremo exterior. Dispone de pequeños ganchos o lengüetas, a los que se une el resorte mediante orificios cuadrados en sus extremos, por lo que se puede reemplazar fácilmente.
El resorte motor se enrolla girando el eje, pero impulsa el movimiento del reloj a través del barrilete; esta disposición permite que el resorte continúe alimentando el reloj mientras se le da cuerda. Al dar cuerda al reloj, se gira el eje, con lo que se aprieta el resorte real, envolviéndolo más cerca del eje. El barrilete posee un trinquete adjunto para evitar que el resorte gire el barrilete hacia atrás y se desenrolle. Después de enrollarlo, el eje se mantiene estacionario, y el desenrollamiento del resorte real hace girar el barrilete, que dispone de una corona dentada montada alrededor, que impulsa uno de los engranajes del reloj, generalmente la "rueda central" y acciona el tren de ruedas. El barrilete generalmente gira una vez cada 8 horas, por lo que el resorte común de 40 horas requiere 5 vueltas para relajarse por completo.

### Precauciones
Un muelle motor contiene una cantidad considerable de energía para su tamaño. Los relojes deben desmontarse periódicamente para su mantenimiento o también para su reparación, y si no se toman precauciones, el resorte puede soltarse repentinamente y causar lesiones graves. Los resortes motores se "relajan" suavemente antes de desmontar un reloj, tirando del trinquete hacia atrás mientras se sostiene la llave de enrollado, lo que permite que el resorte se desenrolle lentamente. Sin embargo, incluso en su estado relajado, los resortes principales contienen una tensión residual peligrosa. Los relojeros y utilizan una herramienta especial llamada "enrollador" para instalarlos y quitarlos de forma segura. Los grandes resortes motores de algunos relojes se inmovilizan mediante "abrazaderas de resortes principales" antes de retirarlos.

## Rotura
Debido a que están sujetos a tensión cíclica constante, hasta la década de 1960 los resortes principales generalmente se rompían debido a fenómenos de fatiga de materiales mucho antes que otras partes del reloj, y se consideraban partes fungibles del mecanismo. Las roturas a menudo se producían al final del proceso de enrollado, cuando el resorte se enrolla lo más fuerte posible alrededor del eje, sin espacio entre las bobinas. Al darse cuerda manualmente, es fácil llegar a este punto inesperadamente y ejercer una presión excesiva sobre el resorte. Otra causa fueron los cambios de temperatura. Si un reloj estaba completamente enrollado por la tarde y la temperatura bajaba por la noche, sin ninguna holgura entre las espiras del muelle, la contracción térmica del largo resorte podía hacer que se soltara en un extremo. En épocas anteriores, los relojeros notaron que los cambios meteorológicos provocaban un aumento en las roturas de los resortes motores, siendo la principal causa de reparación de relojes hasta la década de 1960. Desde entonces, las mejoras en la metalurgia mencionadas anteriormente han hecho que los resortes motores rotos sean una avería rara.

### Sobreenrollado
Incluso si los resortes principales no eran propensos a romperse, demasiada fuerza al dar cuerda causaba otro problema en los primeros relojes cuando se hacía tope al enrollar el muelle. Si quedaba muy poca holgura en el resorte después del enrollado ('sobreenrollado'), la presión del último giro de la corona sometía el extremo del resorte a una tensión excesiva, dejándola bloqueada por el último clic del trinquete, de forma que el reloj funcionaba con una fuerza de accionamiento excesiva durante varias horas, hasta que se aliviaba el exceso de tensión en el extremo del resorte. Esto hacía que el volante regulador girara demasiado deprisa, lo que provocaba que el pasador de impulso de la rueda golpeara contra la parte posterior de la  horquilla, haciendo que el reloj se adelantara y que pudiera romperse el pasador. En los relojes más antiguos, este problema se evitaba con un tope que evitaba el sobreenrollado. En los relojes modernos, se utiliza un trinquete con algo de 'retroceso' (retroceso), para permitir que el eje gire hacia atrás dos dientes del trinquete después de enrollarlo, lo suficiente para eliminar el exceso de tensión.

### Barril de seguridad
Alrededor de 1900, cuando los resortes de reloj rotos eran un problema considerable, algunos relojes de bolsillo usaban una variación del barril llamado "barril motor" o "barril de seguridad". Los resortes principales generalmente se rompen en su unión al eje, donde la tensión de flexión es mayor. Cuando se rompía el resorte principal, la parte exterior retrocedía y la liberación de la gran cantidad de movimiento acumulada hacía girar el barril en la dirección inversa, aplicando una gran fuerza a los delicados trenes de ruedas y mecanismo de escape, a menudo rompiendo pivotes y sus apoyos.
En el barril de seguridad, se invirtieron las funciones del eje y del barril tradicional. El resorte principal era enrollado por el barril, que giraba el eje para impulsar el tren de ruedas. Por lo tanto, si el resorte principal se rompía, el retroceso destructivo del barril no se transmitía al tren de ruedas sino al mecanismo de bobinado, que era lo suficientemente robusto como para soportarlo.

### Piñón de seguridad
Un "piñón de seguridad" era un medio alternativo de protección, utilizado con los barriles. Consistía en dotar a la rueda central de un piñón conectado al engranaje del barril, unido a su eje con una rosca inversa. Si el resorte se rompía, el retroceso inverso del barril, en lugar de pasar al tren de engranajes, simplemente desenroscaba el piñón.

## El mito del 'sobreenrollado'
Los relojes de cuerda pueden quedar detenidos con el resorte motor completamente enrollado, lo que llevó al mito de que dar cuerda a un reloj accionado por un resorte acaba dañándolo. Varios problemas pueden causar este tipo de avería, pero casi nunca se debe a " rebobinado ", ya que los relojes están diseñados para soportar el enrollamiento completo.
Una de las causas del "enrollamiento excesivo" es la suciedad. Los movimientos del reloj requieren una limpieza y lubricación regulares, y el resultado normal de descuidar la limpieza de un reloj es un reloj con toda la cuerda acumulada parado. A medida que el movimiento del reloj acumula suciedad y el aceite se seca, aumenta la fricción, por lo que el resorte motor no tiene la fuerza necesaria para hacer girar el reloj al final de su período de funcionamiento normal y se detiene prematuramente. Si el propietario continúa usando el reloj sin repararlo, finalmente la fuerza de fricción alcanza la parte 'plana' de la curva de torsión, y rápidamente se alcanza un punto en el que el resorte no tiene la fuerza necesaria para hacer funcionar el reloj incluso con la cuerda al máximo, por lo que el reloj se detiene con el resorte completamente enrollado. El reloj requiere limpieza, pero el problema se debe a la suciedad acumulada en el movimiento o a otro defecto, y no a un "enrollamiento excesivo".
Otra causa común de "enrollamiento excesivo" es que si un reloj se golpea, la varilla de equilibrio puede romperse y el reloj ya no puede funcionar incluso cuando el resorte está completamente enrollado.

## Relojes de cuerda automática y resortes motores 'irrompibles'

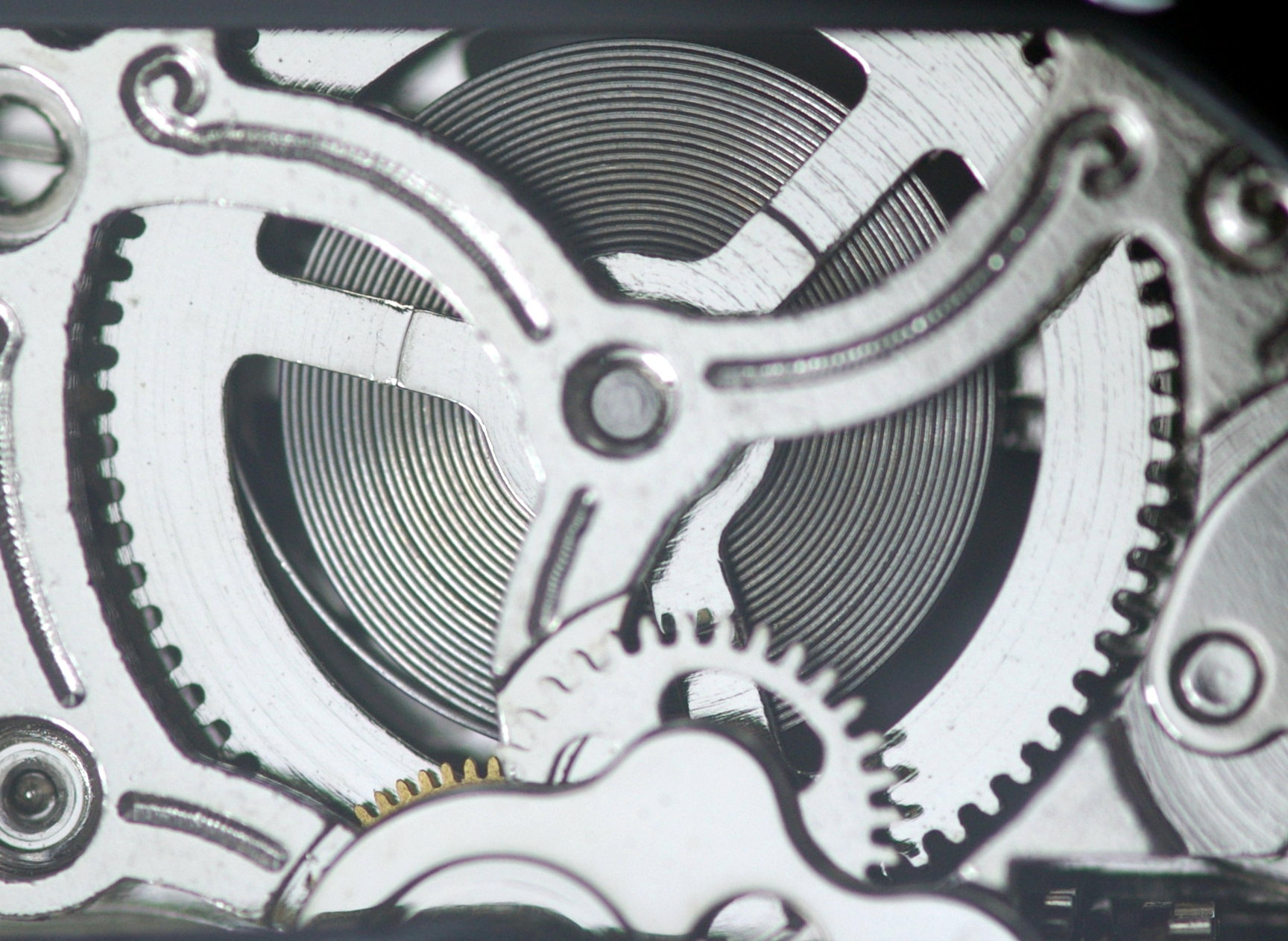
Resorte motor de un reloj automático. El resorte no está firmemente montado en el lado izquierdo y se deslizará cuando esté completamente enrollado

Los relojes automáticos, que se introdujeron ampliamente en la década de 1950, utilizan los movimientos naturales de la muñeca para mantener el resorte principal enrollado. Un peso semicircular, que pivota en el centro del reloj, gira con cada movimiento de la muñeca. Un mecanismo de enrollamiento utiliza las rotaciones en ambas direcciones para enrollar el resorte motor.
En los relojes automáticos, el movimiento de la muñeca podría continuar enrollando el resorte motor hasta romperlo. Esto se evita con un dispositivo deslizante, que opera como un embrague. El extremo exterior del resorte principal, en lugar de unirse al barril, está unido a un resorte de expansión circular llamado brida que presiona contra la pared interior del barril, que posee estrías o muescas para sujetarlo. Durante el bobinado normal, la brida se sujeta por fricción al barrilete, permitiendo que el muelle motor se enrolle. Cuando el muelle real alcanza su máxima tensión, su tirón es más fuerte que el de la brida. Una mayor rotación del árbol hace que la brida se deslice en el barrilete, evitando que se enrolle más. En la terminología relojera, esto a menudo se denomina de forma engañosa un "resorte motor irrompible".

## Resortes motores 'fatigados'
Después de décadas de uso, los resortes motores de los relojes antiguos se deforman ligeramente y pierden algo de su fuerza, volviéndose "cansados" o "ajustados". Esta condición se encuentra principalmente en los resortes del sistema de barrilete. Este hace que el tiempo de funcionamiento entre devanados disminuya. Durante el mantenimiento, debe revisarse muelle motor en busca de problemas de "fatiga", y sustituirse si es necesario. El British Horological Institute sugiere estas pruebas:
- En un barrilete de resorte motor, cuando está desenrollado y relajado, la mayoría de los giros de un resorte saludable deben presionarse contra la pared del cilindro, con solo 1 o 2 vueltas en espiral a través del espacio central para sujetarlo al eje. Si hay más de 2 vueltas sueltas en el centro, el resorte puede estar "fatigado"; con 4 o 5 vueltas debe procederse a su reemplazo.
- Cuando se retira del barrilete, si el diámetro del resorte relajado que se encuentra en una superficie plana es menos de 2½ veces el diámetro del barrilete, entonces también se considera que el muelle está "fatigado".

## Indicador de reserva de marcha

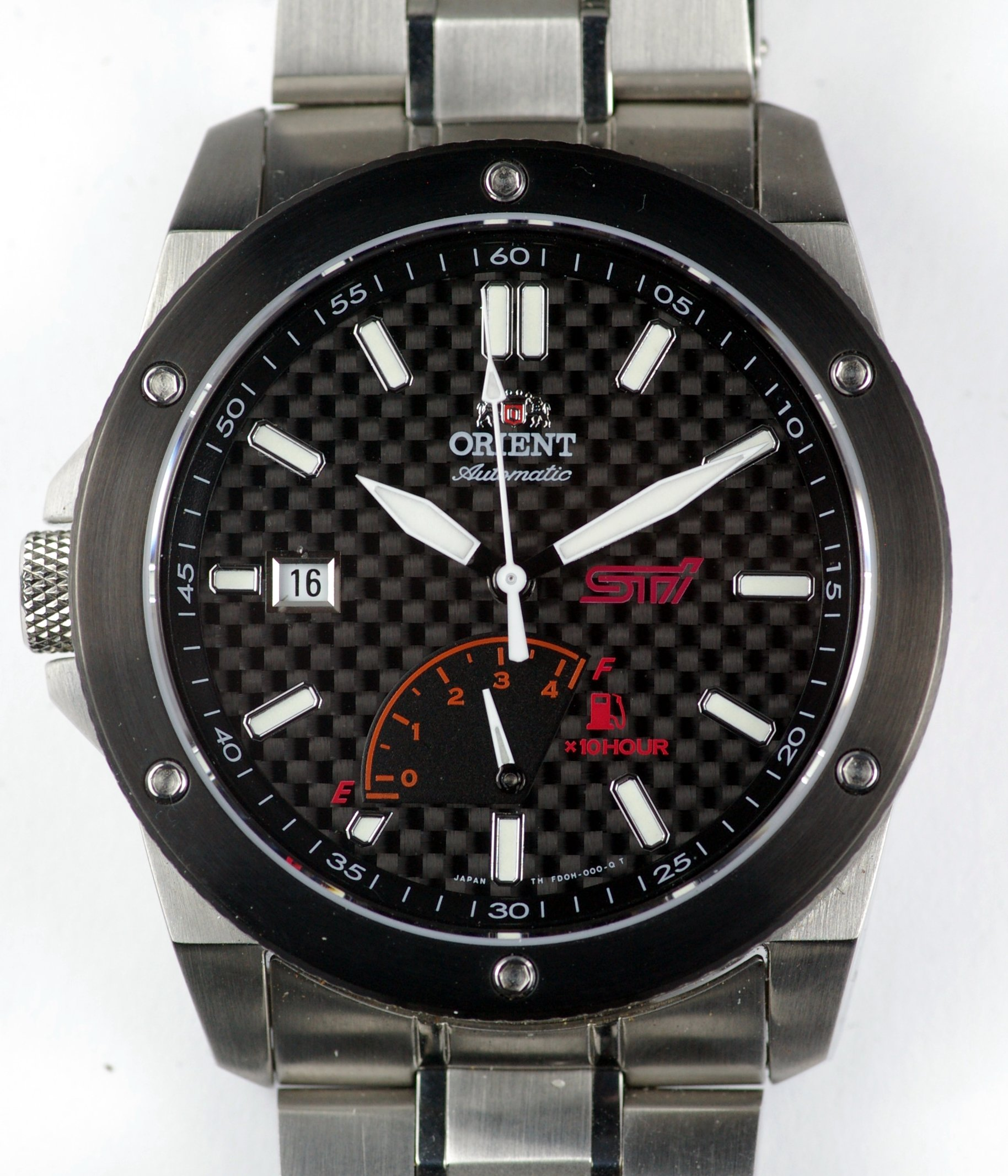
La reserva de energía está en la posición 6 en este reloj automático, indicando que le quedan 25 del máximo de 40 horas

Algunos relojes de alta calidad tienen una esfera adicional en la esfera que indica cuánta energía queda en el muelle motor, a menudo graduada en las horas que le quedan al reloj para funcionar. Dado que tanto el eje como el barril giran, este sistema requiere un mecanismo diferencial que mide el giro relativo del eje respecto al barril.

## Formas inusuales de resorte principal
Un resorte principal suele ser un resorte de metal en espiral, sin embargo, hay excepciones:
- El reloj de resorte de vagón: durante un breve tiempo en la historia de la relojería estadounidense, el acero de resorte enrollable no estaba disponible en los Estados Unidos, y los relojeros inventivos construyeron relojes impulsados por una pila de suspensión de ballesta, similar a lo que tradicionalmente ha servido como resorte de suspensión para vagones.
- Se pueden concebir otros tipos de resorte y se han utilizado ocasionalmente en relojes experimentales, como los resortes de torsión.
- Existen algunos relojes que disponen de resortes fabricados con materiales no metálicos, como materiales sintéticos elásticos.

## Utilización
- Dispositivos clásicos
  - Relojes mecánicos
  - Cajas de música
  - Metro de cinta
  - Cable con retorno automático (por ejemplo, aspiradora, motosierra, y cortadoras de césped)
- Dispositivos antiguos
  - Telégrafo (el motor para la conducción de la tira de papel)
  - Juguetes
  - Platos del fonógrafo
  - Cámara de cine

|  |  |  |  |

## Ventajas y desventajas
- El dispositivo funciona en equipos portátiles, es totalmente autónomo y puede accionarse indefinidamente sin hacer uso de ninguna tecnología de alimentación no autosuficiente (batería, fuente de alimentación, combustible...). Sin embargo, requiere darle cuerda manualmente de forma periódica.
- La energía devuelta varía en la parte final del resorte, más o menos, lo que hace difícil obtener una velocidad constante.
- El ruido del mecanismo de transmisión o de regulación.
- Peso/dimensiones.